# 佐藤光浩
佐藤 光浩（さとう みつひろ、1980年1月8日 - ）は、日本の陸上競技選手。専門は短距離走。2001年東アジア大会金メダリスト。2003年パリ世界選手権、2004年アテネオリンピック、2005年ヘルシンキ世界選手権日本代表。富士通所属。福島県会津若松市出身。日本大学東北高等学校、仙台大学体育学部卒業。仙台大学大学院修了。
2009年、全日本実業団選手権を最後に引退。

## 来歴
高校時代は無名だったが、仙台大学進学後に日本のトップ選手に成長。2003年の日本選手権400mで優勝し、パリ世界選手権代表に選出される。その後、2004年アテネオリンピック、2005年ヘルシンキ世界選手権に日本代表として出場。アテネオリンピックでは4×400MRで4位入賞を果たしている。400mの持ち記録は日本歴代8位（2015年3月4日現在）。

## 主な競技歴

### オリンピック
- アテネオリンピック　400m予選落ち、4×400mR4位（2004年）

### 世界選手権
- パリ世界選手権　400m予選落ち、4×400mR7位（2003年）
- ヘルシンキ世界選手権　400m準決勝進出、4×400mR予選失格（2005年）
- 大阪世界選手権　4×400mR予選落ち（2007年）

### その他世界大会・地域大会
- アジアジュニア選手権　400m3位、4×400mR優勝（1999年）
- 北京ユニバーシアード　400m7位、4×400mR3位（2001年）
- 東アジア大会　4×400mR優勝（2001年）
- アジア選手権　400m8位、4×400mR2位（2003年）
- アジア選手権　4×400mR優勝（2005年）

### 日本選手権
- 優勝（2003年, 2004年）
- 2位（2000年, 2005年）
- 4位（2007年, 2008年）
- 5位（2001年）
- 9位（2002年）